# 斉藤直哉
斉藤 直哉（さいとう なおや、1967年1月24日 - ）は、埼玉県川越市出身の元プロ野球選手（投手）。

## 来歴・人物
城西大川越高から、1984年オフにドラフト外で阪神タイガースに入団。内角低めに食い込むシュートと様々な落ち方をするフォークが武器。
ウエスタンではローテーションで活躍し、1年目の1985年9月5日の対近鉄戦では9回完了まで無安打無得点の投球。2年目の1986年は27試合に登板して8勝1敗で勝率1位になっている。
1987年に一軍初登板を果たすが、肩を痛めた影響もあり1989年からは練習生になり同年限りで阪神を退団した。
阪神退団後は三井リハウス東京（現：三井不動産リアルティ）に勤務。現在は、三井のリハウス高田馬場センターのユニットリーダーを務めている。また、日本不動産野球連盟所属の同社軟式野球チームでプレーし、その後、コーチ役も務めている。

## 詳細情報

### 年度別投手成績
| 年 度     | 球 団     | 登 板 | 先 発 | 完 投 | 完 封 | 無 四 球 | 勝 利 | 敗 戦 | セ 丨 ブ | ホ 丨 ル ド | 勝 率 | 打 者 | 投 球 回 | 被 安 打 | 被 本 塁 打 | 与 四 球 | 敬 遠 | 与 死 球 | 奪 三 振 | 暴 投 | ボ 丨 ク | 失 点 | 自 責 点 | 防 御 率 | W H I P |
| --------- | --------- | ----- | ----- | ----- | ----- | -------- | ----- | ----- | -------- | ----------- | ----- | ----- | -------- | -------- | ----------- | -------- | ----- | -------- | -------- | ----- | -------- | ----- | -------- | -------- | ------- |
| 1987      | 阪神      | 4     | 0     | 0     | 0     | 0        | 0     | 0     | 0        | --          | ----  | 21    | 4.1      | 8        | 1           | 1        | 0     | 0        | 1        | 0     | 0        | 5     | 5        | 10.38    | 2.08    |
| 通算：1年 | 通算：1年 | 4     | 0     | 0     | 0     | 0        | 0     | 0     | 0        | --          | ----  | 21    | 4.1      | 8        | 1           | 1        | 0     | 0        | 1        | 0     | 0        | 5     | 5        | 10.38    | 2.08    |

### 記録
- 初登板：1987年6月4日、対広島東洋カープ10回戦（阪神甲子園球場）、7回表1死に4番手で救援登板、2/3回無失点
- 初奪三振：1987年6月7日、対横浜大洋ホエールズ8回戦（札幌市円山球場）、8回裏に相川英明から

### 背番号
- 53 （1985年 - 1989年）